# 西大田村
西大田村（にしおおたむら）は、広島県世羅郡にかつてあった村。現在の世羅郡世羅町の一部にあたる。

## 地理
- 河川：芦田川、田打川[2]

## 歴史
- 1889年（明治22年）4月1日、町村制の施行により、世羅郡賀茂村、青水村、重永村、田打村、中原村、京丸村、堀越村が合併して村制施行し、西大田村が発足[1][2]。
  - 同年、甲山警察署（現世羅警察署）西大田巡査駐在所開設[2]。
- 1909年（明治42年）西大田村中部産業組合設立[2]。
- 1910年（明治43年）西大田村西部産業組合設立[2]。
- 1921年（大正10年）西大田村東部産業組合設立[2]。
- 1928年（昭和3年）西大田郵便局開設[2]。
- 1955年（昭和30年）1月10日、世羅郡大見村、東大田村と合併し、町制施行し世羅町を新設して廃止された[1][2]。

### 地名の由来
中世大田荘の西方に位置することから。

## 産業
- 農業、養蚕[2]

## 教育
- 1902年（明治35年）西大田東尋常小学校、新築開校[2]。1904年（明治37年）西大田尋常高等小学校開校[2]。1922年（大正11年）西大田村実業補習学校を併置し、1924年（大正13年）女子部を併置[2]。